# Herodovská tetrarchie
Herodovská tetrarchie bylo krátkodobé uspořádání Judeje po smrti Heroda Velikého od roku 4 př. n. l. do 44 n. l., vzniklé poté, co si jeho Judské království mezi sebe rozdělilo několik rodinných příslušníků jeho rodu.
Po Herodově smrti následovaly nástupnické spory a zpochybňování Herodovy závěti. Římané však závěť potvrdili, takže si Herodovo království mezi sebe rozdělili Herodes Filip (tetrarcha 4 př. n. l. – 33/34 n. l., okrajové oblasti v Sýrii), Héródés Antipas (tetrarcha 4 př. n. l. – 39 n. l., Galilea a Perea), největší část Herodes Archelaos (etnarcha 4 př. n. l. – 6 n. l., Judsko, Samařsko, Idumea) a na své si přišla i Herodova sestra Salome, která se stala královnou nad Javne, Paralií a jižní Pereou. Deset měst se na západním břehu Jordánu zcela osamostatnilo a vytvořilo sdružení Dekapolis.